# 서림여자중학교
서림여자중학교(西林女子中學校)는 대한민국 충청남도 서천군 서천읍 화금리에 있는 사립 중학교이다.

## 학교 연혁
- 1963년 11월 29일 : 남양중학교 설립인가
- 1964년 3월 2일 : 남양중학교 김하곤 교장 취임
- 1964년 3월 6일 : 남양중학교 개교
- 1981년 2월 1일 : 서림여자중학교로 개명
- 1983년 2월 11일 : 남양중학교 제13회 졸업식
- 1984년 2월 10일 : 서림여자중학교 제1회 졸업식
- 2020년 3월 1일 : 서림여자중학교 제6대 한명우 교장 취임
- 2021년 1월 12일 : 서림여자중학교 제38회 졸업식 (총 5,239명)
- 2024년 3월 1일: 서림여자중학교 제7대 박찬필 교장 취임

## 참고 자료
- 서림여자중학교 - 한국교육학술정보원 학교알리미